# Kim Dae-seung
Dans ce nom coréen, le nom de famille, Kim, précède le nom personnel.
Kim Dae-seung (hangul : 김대승), né le 18 juin 1967, est un réalisateur et scénariste sud-coréen.

## Biographie

### Carrière cinématographique
Après avoir été diplômé de l'université Chung-Ang University avec un diplôme en études cinématographiques, Kim Dae-seung travaille comme assistant réalisateur auprès du réalisateur sud-coréen Im Kwon-taek pendant près de dix ans sur des films connus tels que La Chanteuse de pansori en 1993, Les Monts Taebaek en 1994 et Le Chant de la fidèle Chunhyang en 2000.
Il commence sa carrière de réalisateur en 2001 avec Bungee Jumping-reul hada, un mélodrame parlant de l'homosexualité et de la réincarnation. Malgré son sujet tabou à propos de l'homosexualité, le film a été bien accueilli par le public et la critique en raison de la réalisation sensible de Kim Dae-seung et le jeu par des deux acteurs principaux, Lee Byung-hun et Lee Eun-ju. Il est le dixième film le plus fréquenté de l'année.
Il a ensuite réalisé en 2005 Blood Rain, un thriller mystérieux se déroulant à la fin de la dynastie Joseon. Le film a attiré l'attention vers Cha Seung-won, acteur connu pour ses rôles comiques et Park Yong-woo. Il a reçu le prix du meilleur film aux Chunsa Film Art Awards, aux Baeksang Arts Awards et le grand prix du Festival international du film fantastique de Yubari.
L'année suivante, il réalise son troisième film de Kim, Traces of Love, a été basé sur l'effondrement du grand magasin Sampoong en 1995 qui a coûté la vie à 502 personnes et en a blessé 937. Le film explore les séquelles douloureuses des traumatismes et de la perte, de la culpabilité et de la mémoire. Le film a été projeté comme film d'ouverture au 11e Festival international du film de Busan.

## Filmographie

### Réalisateur

#### Longs métrages
- 2001 : Bungee Jumping-reul hada (번지점프를 하다)
- 2005 : Hyeolui nu (혈의 누)
- 2006 : Traces of Love (가을로)
- 2012 : The Concubine (후궁: 제왕의 첩)
- 2015 : The Joseon Magician (조선마술사)

#### Courts-métrages
- 2011 : If You Were Me 5 (소년, 소년을 만나다) (segment, Q&A)

### Scénariste
- 1997 : Downfall (창) d'Im Kwon-taek
- 2005 : Blood Rain (의 누) de lui-même (avec Kim Seong-je et Lee Won-jae)
- 2011 : If You Were Me 5 (소년, 소년을 만나다) de lui-même (segment, Q&A)
- 2012 : The Concubine (후궁: 제왕의 첩) de lui-même

### Acteur
- 2004 : La Pègre (하류인생) d'Im Kwon-taek : Lui-même (caméo)
- 2013 : Rough Play (배우는 배우다) de Shin Yeon-shick : Lui-même (caméo)

### Assistant réalisateur
- 1993 : La Chanteuse de pansori (서편제) d'Im Kwon-taek
- 1994 : Les Monts Taebaek (태백산맥) d'Im Kwon-taek
- 1996 : Festival (축제) d'Im Kwon-taek
- 2000 : Le Chant de la fidèle Chunhyang (춘향뎐) d'Im Kwon-taek